# زهيرة هومر رايت

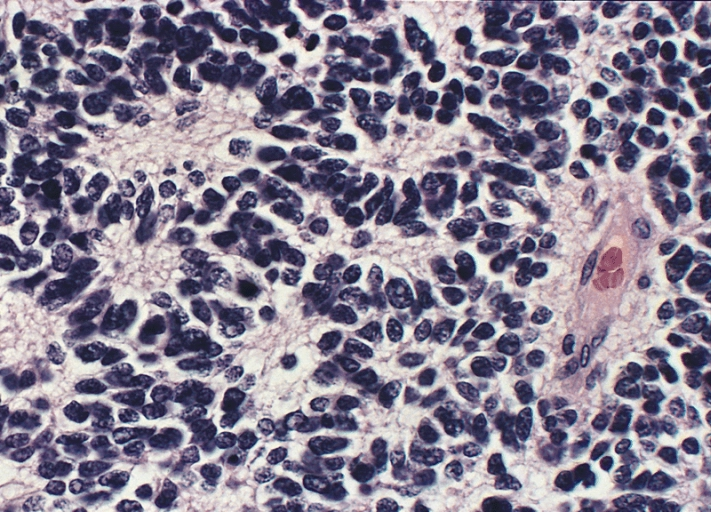

زهيرة هومر رايت (بالإنجليزية: Homer Wright rosette)‏ هي نوع من الزهيرات (شكل مجهري يشبه الزهرة أو الوردة) التي تتكون من خلايا سرطانية متمايزة تحيط باللبد العصبي من الأمثلة على الأورام التي تتضمن هذه الزهيرة: ورم الخلايا البدائية العصبية، ورم الأرومة النخاعية، ورم الأرومة الصنوبرية، ورم الأديم العصبي الظاهر البدائي للعظام. تعتبر زهيرة هومر رايت زائفة بمعنى أنها ليست زهيرة حقيقية. الزهيرات الحقيقية هي زهيرة فلكسنر فنترشتاين، والتي تحتوي على تجويف فارغ. زهيرة هومر رايت تحتوي على مواد ليفية غزيرة، وقد سميت باسم عالم الأمراض والأحياء الدقيقة جيمس هومر رايت.